# Paralastor plebeius
Paralastor plebeius är en stekelart som beskrevs av Perkins 1914. Paralastor plebeius ingår i släktet Paralastor och familjen Eumenidae. Inga underarter finns listade i Catalogue of Life.